# Charlotte Louise von Hanau-Münzenberg
Gräfin Charlotte Louise von Hanau-Münzenberg (* 10. August 1597 in Windecken; † 15. Juli 1649 in Kassel) war die älteste Tochter des Grafen Philipp Ludwig II. von Hanau-Münzenberg (* 1576; † 1612) und der Fürstin Katharina Belgica (* 1578; † 1648), einer Tochter Wilhelms I. von Oranien-Nassau, des Schweigers.

## Leben
Charlotte Louise wurde in Windecken geboren. Sie blieb unvermählt. Von ihrer Hand sind private Briefe an Mitglieder ihrer Familie überliefert. Kaiser Matthias ernannte durch Kammergerichtsspruch die Witwe Graf Philipp Ludwigs II. von Hanau-Münzenberg, Katharina Belgia, am 6. November 1612 zum Vormund über ihre acht Kinder, nämlich ihre Söhne Philipp Moritz, Wilhelm Reinhardt, Heinrich Ludwig, Friedrich Ludwig und Jakob Hans, sowie die Töchter Charlotte Luise, Amalia Elisabeth und Katharina Juliane.
Gegen Ende des Dreißigjährigen Kriegs floh Charlotte Luise zu ihrer jüngeren Schwester, Landgräfin Amalie Elisabeth nach Kassel, die dort die Regentschaft für ihren minderjährigen Sohn führte. 1642 starb die männliche Linie der Grafschaft Hanau-Münzenberg aus.
Charlotte Luise starb kurz nach Ende des Krieges. Ihre sterblichen Überreste wurden nach Hanau überführt und dort in der Gruft des Hauses Hanau-Münzenberg in der Marienkirche in einem mit Samt ausgekleideten Holzsarg, der von einem Zinnsarg umgeben war, am 28. August beigesetzt. Landgraf Wilhelm VI. ordnete etwa Anton Wolf von Haxthausen zum Leichenbegängnis ab.
Der Zinnsarg wurde in der napoleonischen Zeit 1812 gestohlen. 1849 wurde die Bestattung in einen neuen Sarg umgebettet. Eine Leichenpredigt für Charlotte Louise von Konrad Henning liegt vor.

## Vorfahren
| Ahnentafel der Gräfin Charlotte Louise von Hanau-Münzenberg | Ahnentafel der Gräfin Charlotte Louise von Hanau-Münzenberg                                                      | Ahnentafel der Gräfin Charlotte Louise von Hanau-Münzenberg                                                      | Ahnentafel der Gräfin Charlotte Louise von Hanau-Münzenberg                                                           | Ahnentafel der Gräfin Charlotte Louise von Hanau-Münzenberg                                                                | Ahnentafel der Gräfin Charlotte Louise von Hanau-Münzenberg | Ahnentafel der Gräfin Charlotte Louise von Hanau-Münzenberg |
| ----------------------------------------------------------- | --- | --- | --- | --- | ----------------------------------------------------------- | ----------------------------------------------------------- |
| Urgroßeltern                                                | Philipp III. von Hanau-Münzenberg (* 1526; † 1561) ⚭ Helena von Pfalz-Simmern (* 1532; † 1579)                   | Philipp IV. von Waldeck (* ; † ) ⚭ Jutta von Isenburg († 1564)                                                   | Wilhelm von Nassau-Dillenburg (* 1487; † 1559) ⚭ Juliana zu Stolberg (* ; † )                                         | Louis III. de Bourbon, duc de Montpensier (* 1513; † 1582) ⚭ Jacqueline de Longwy Gräfin von Bar du Seine (* 1538; † 1561) |                                                             |                                                             |
| Großeltern                                                  | Philipp Ludwig I. von Hanau-Münzenberg (* 1553; † 1580) ⚭ Magdalena von Waldeck (* 1558; † 1599)                 | Philipp Ludwig I. von Hanau-Münzenberg (* 1553; † 1580) ⚭ Magdalena von Waldeck (* 1558; † 1599)                 | Wilhelm I. von Oranien-Nassau, der Schweiger (* 1533; † 1584) 3. ⚭ Charlotte von Bourbon-Montpensier (* 1546; † 1582) | Wilhelm I. von Oranien-Nassau, der Schweiger (* 1533; † 1584) 3. ⚭ Charlotte von Bourbon-Montpensier (* 1546; † 1582)      |                                                             |                                                             |
| Eltern                                                      | Philipp Ludwig II. von Hanau-Münzenberg (* 1576; † 1612) ⚭ Katharina Belgica von Oranien-Nassau (* 1578; † 1648) | Philipp Ludwig II. von Hanau-Münzenberg (* 1576; † 1612) ⚭ Katharina Belgica von Oranien-Nassau (* 1578; † 1648) | Philipp Ludwig II. von Hanau-Münzenberg (* 1576; † 1612) ⚭ Katharina Belgica von Oranien-Nassau (* 1578; † 1648)      | Philipp Ludwig II. von Hanau-Münzenberg (* 1576; † 1612) ⚭ Katharina Belgica von Oranien-Nassau (* 1578; † 1648)           |                                                             |                                                             |
| Charlotte Louise                                            | | | | |                                                             |                                                             |

Zur Familie vgl. Hauptartikel: Herren und Grafen von Hanau